# Nowisee
nowisee（ノイズ）は、日本の音楽ユニット、及びそれが作り出すクロスコンテンツプロジェクト。

## 概要
2015年8月に活動を開始。「外見や実績に囚われず、鳴らす音楽の力で勝負したい」という理念を掲げ、メンバーの正体を一切明かさずに活動する。音楽を中心とし、映像、小説、コミックを一体としたクロスコンテンツプロジェクトとして「nowisee」を制作している。それらのコンテンツは、「生きる意味を問う」や、「掌の中に広がる世界」をテーマとし、現代を生きるすべての若者に向けて発信される。
2015年8月から24ヶ月の間、毎月8日に新曲を発表する予定で、それに対応して毎月28日にオリジナルノベルである「52Hz」が1話ずつ公開される。新曲や「52Hz」の発表は全てアプリの中で行われる。各音楽配信サイトには毎月18日から配信が開始される。
2017年に1st Periodが終了。2021年5月にバーチャルライブイベント『YouMakeShibuya VIRTUAL MUSIC LIVE』が行われ2nd Periodがスタート。6月から翌年7月まで12ヶ月連続配信を行った。

## アプリアルバム
2015年10月8日配信開始。nowiseeの全コンテンツを1つのスマートフォンアプリケーションにまとめ、1つの作品集と定められ「アプリアルバム」と呼称される。以後、毎月8日にミュージックビデオ、毎月28日にオリジナルノベル、8の付く日に不定期でコミカライズ作品が全てこのアプリアルバム内で更新される。全コンテンツを一括購入する「GOLDプラン」、月額でコンテンツを購入する「SILVERプラン」、無料で使用する「BLUEプラン」の3つのプランが存在する。また、「GOLDプラン」と「SILVERプラン」の購入者は毎月18日から月末までの間（「GOLDプラン」の場合は無期限）限定配信される「Monthlyスペシャル」を聞くことが出来る。

## メンバー
| 名前                                      | 担当         | 備考 |
| ----------------------------------------- | ------------ | --- |
| Strange Octave （ストレンジ・オクターヴ） | ボーカル     | メンバー唯一の女性。名前は彼女自身が「自由奔放で変わり者」である事に由来する。                             |
| Minimum Root （ミニマム・ルート）         | ギター       | バンドマスター。メンバーの中で一番の年長者で、かつ一番身長が低い。名前も背丈の低さから由来する。           |
| Add Fat （アド・ファット）                | ギター       | 名前は「Add9thコードを多用し、肥満体形」である事に由来する。                                               |
| Turtle 7th （タートル・セブンス）         | ピアノ       | 名前は「7thコードを多用し、カメを飼っている」事に由来する。                                                |
| Chotto Unison （チョット・ユニゾン）      | ベース       | 名前は「いつも少しだけボーカルのメロディーにユニゾンする」事に由来する                                     |
| 残酷 tone （ザンコク・トーン）            | アートワーク | メンバーの中で唯一作曲をしないメンバー。名前は「音楽でも色彩でも"トーン"という言葉を用いる」事に由来する。 |

## 作品

### 配信シングル
| タイトル                             | 英題                                   | ミュージックビデオ配信日 | 音源配信日     | 初CD化作品 | レーベル        |
| ------------------------------------ | -------------------------------------- | ------------------------ | -------------- | ---------- | --------------- |
| バイブレーション                     | VIBRATION                              | 2015年8月8日             | 2015年8月18日  | 掌の戦争   | キングレコード  |
| ハードボイルド                       | HARDBOILED                             | 2015年9月8日             | 2015年9月18日  | 掌の戦争   | キングレコード  |
| bluemoon                             | bluemoon                               | 2015年10月8日            | 2015年10月18日 | 掌の戦争   | キングレコード  |
| 孤犬                                 | KOINU ~solitaire puppy~                | 2015年11月8日            | 2015年11月18日 | 掌の戦争   | キングレコード  |
| プラタナス                           | PLATANUS                               | 2015年12月8日            | 2015年12月18日 | 掌の戦争   | キングレコード  |
| ナノ                                 | NANO                                   | 2016年1月8日             | 2016年1月18日  | 掌の戦争   | キングレコード  |
| confusion                            | confusion                              | 2016年2月8日             | 2016年2月18日  | 掌の戦争   | キングレコード  |
| 完全性世界に宿る死角                 | The Hidden Danger of a Perfect World   | 2016年3月8日             | 2016年3月18日  | 掌の戦争   | キングレコード  |
| 美学                                 | The Art of Living                      | 2016年4月8日             | 2016年4月18日  | 掌の戦争   | キングレコード  |
| VIEWER                               | VIEWER                                 | 2016年5月8日             | 2016年5月18日  | 掌の戦争   | キングレコード  |
| オルタナティブ・ラヴ                 | Alternative Love                       | 2016年6月8日             | 2016年6月18日  | 掌の戦争   | キングレコード  |
| 会いたい                             | I Miss You                             | 2016年7月8日             | 2016年7月18日  | 掌の戦争   | キングレコード  |
| 明日地球が滅ぶなら                   | If the World Was to End Tomorrow       | 2016年8月8日             | 2016年8月18日  | reALIVE    | キングレコード  |
| ライフライン                         | Lifeline                               | 2016年9月8日             | 2016年9月18日  | reALIVE    | キングレコード  |
| EDGE                                 | EDGE                                   | 2016年10月8日            | 2016年10月18日 | reALIVE    | キングレコード  |
| ヒューマノイド                       | Humanoid                               | 2016年11月8日            | 2016年11月18日 | reALIVE    | キングレコード  |
| 不染汚                               | Undefiled                              | 2016年12月8日            | 2016年12月18日 | reALIVE    | キングレコード  |
| ダブルバインド                       | Double Bind                            | 2017年1月8日             | 2017年1月18日  | reALIVE    | キングレコード  |
| microser                             | microser                               | 2017年2月8日             | 2017年2月18日  | reALIVE    | キングレコード  |
| 王国廃退～It's high time～           | The Decadent Kingdom～It’s high time～ | 2017年3月8日             | 2017年3月18日  | reALIVE    | キングレコード  |
| Ego-Rhythm                           | Ego-Rhythm                             | 2017年4月8日             | 2017年4月18日  | reALIVE    | キングレコード  |
| single track                         | single track                           | 2017年5月8日             | 2017年5月18日  | reALIVE    | キングレコード  |
| アナグラムのコラム                   | The Anagram Column                     | 2017年6月8日             | 2017年6月18日  | reALIVE    | キングレコード  |
| re                                   | re                                     | 2017年7月8日             | 2017年7月18日  | reALIVE    | キングレコード  |
| ALIVE                                | ALIVE                                  | 2017年7月8日             | 2017年7月18日  | reALIVE    | キングレコード  |
| re/ALIVE                             | re/ALIVE                               | 2017年7月8日             | 2017年7月18日  | reALIVE    | キングレコード  |
| act                                  |                                        |                          | 2018年12月8日  |            | nowisee factory |
| 「愛」を「してる」なんて言葉を今日も |                                        |                          | 2019年12月14日 |            | nowisee factory |
| not the end                          |                                        | 2021年6月8日             | 2021年6月8日   |            | nowisee factory |
| BUGS                                 |                                        | 2021年8月8日             | 2021年8月8日   |            | DREAMUSIC       |
| バイブレーション (Pf-Remix)          |                                        | 2021年9月8日             | 2021年9月8日   |            | DREAMUSIC       |
| dance with me                        |                                        | 2021年10月8日            | 2021年10月8日  |            | DREAMUSIC       |
| トロンプルイユ                       |                                        | 2021年11月8日            | 2021年11月8日  |            | DREAMUSIC       |
| 孤犬(Pf-Remix)                       |                                        | 2021年12月8日            | 2021年12月8日  |            | DREAMUSIC       |
| チルソナ                             |                                        | 2022年1月8日             | 2022年1月8日   |            | DREAMUSIC       |
| プロトスター                         |                                        | 2022年2月8日             | 2022年2月8日   |            | DREAMUSIC       |
| 細胞                                 |                                        | 2022年3月8日             | 2022年3月8日   |            | DREAMUSIC       |
| prayers                              |                                        | 2022年4月8日             | 2022年4月8日   |            | DREAMUSIC       |
| ドリームタイム                       |                                        | 2022年5月8日             | 2022年5月8日   |            | DREAMUSIC       |
| monkey tambourine                    |                                        | 2022年6月8日             | 2022年6月8日   |            | DREAMUSIC       |
| 誉                                   |                                        | 2022年7月8日             | 2022年7月8日   |            | DREAMUSIC       |

### Monthlyスペシャル（アプリアルバム内）
| タイトル                           | アプリ内初回配信日 | 備考 |
| ---------------------------------- | ------------------ | ---- |
| bluemoon（ピアノバージョン）       | 2016年1月18日      |      |
| whatever…（Octave Croquis）        | 2016年2月18日      |      |
| 孤犬（ピアノバージョン）           | 2016年3月18日      |      |
| stigma（Octave Croquis）           | 2016年4月18日      |      |
| プラタナス（ピアノバージョン）     | 2016年5月18日      |      |
| 奇跡を起こす呪い（Octave Croquis） | 2016年6月18日      |      |
| new moon（Octave Croquis）         | 2016年7月18日      |      |
| 白と黒と青空と（Octave Croquis）   | 2016年8月18日      |      |
| ナノ（ピアノバージョン）           | 2016年9月18日      |      |
| 郷愁（Octave Croquis）             | 2016年10月18日     |      |
| 会いたい（ピアノバージョン）       | 2016年11月18日     |      |
| Alto（Octave Croquis）             | 2016年12月18日     |      |
| My dear.（Octave Croquis）         | 2017年1月18日      |      |
| confusion（ピアノバージョン）      | 2017年2月18日      |      |
| alphard（Octave Croquis）          | 2017年3月18日      |      |
| EDGE（ピアノバージョン）           | 2017年4月18日      |      |
| ジキルのhate（Octave Croquis）     | 2017年5月18日      |      |
| Unfair（ピアノバージョン）         | 2017年6月18日      |      |
| hear（Octave Croquis）             | 2017年7月8日       |      |

## 『52Hz』
オリジナルノベル。現実世界に絶望し、自殺を決意した人間が死ぬ直前に訪れる異世界“sea”（シー）が舞台。seaで目覚めた主人公の「アイ」と、その親友「ユウ」を取り巻く物語。「52Hz」というタイトルは、他のどのクジラとも異なる周波数で鳴く、世界に1頭だけの「世界で最も孤独なクジラ」による鳴き声の周波数に由来するとされている。また、8の付く日に不定期でコミカライズ作品も公開される。
派生として『ボイスドラマ「52Hz ―D side―」』という、ノベル作品「52Hz」から登場人物“ディー”の目線で綴ったサイドストーリーも配信。このボイスドラマでは、ディー役を江口拓也、アイ役を伊瀬茉莉也、ユウ役を逢田梨香子が演じている。

## タイアップ
| 曲名           | タイアップ                               |
| -------------- | ---------------------------------------- |
| ヒューマノイド | 代々木アニメーション学院2017年冬CMソング |